# Hans Bach
Hans Bach (ca. 1520 - ?) es el probable fundador de la dinastía de la familia Bach, aunque él mismo no era músico. 
Nació y murió probablemente en Wechmar. En 1561 fue guardián de dicha ciudad. Entre sus hijos probablemente estaban:
- Veit Bach
- Johann (Hans) Bach
- Caspar Bach